# Glory (película de 2016)
Glory (en búlgaro, Слава, transliterado como: Slava) es una película dramática búlgara de 2016 escrita y dirigida por Kristina Grozeva y Petar Valchanov. La segunda película de la "trilogía de recortes de periódicos" de los directores, la película es una parábola social-realista que explora los temas de la corrupción, las diferencias de clase y la división rural-urbana en la sociedad búlgara contemporánea. Fue seleccionada como la entrada búlgara a la Mejor Película en Lengua Extranjera en la 90.ª Premios de la Academia, pero no fue nominada.

## Argumento
El ferroviario Tsanko Petrov descubre una gran cantidad de dinero en paquetes en las vías, pero en lugar de tomar el dinero para sí mismo, notifica a las autoridades. La sofisticada jefa de relaciones públicas del Ministerio de Transporte de Bulgaria, Julia Staykova, aprovecha la oportunidad para desviar un escándalo de corrupción que se está gestando al celebrar una ceremonia para aclamar a Tsanko como un héroe de la clase trabajadora. Descuidado y despeinado con un tartamudeo debilitante, Tsanko es ridiculizado por el equipo de relaciones públicas de Julia mientras lo exhiben ante la prensa como un héroe. Para que el ministro le presente a Tsanko un nuevo reloj digital, Julia le quita el reloj de la marca Slava de Tsanko, una reliquia heredada de su padre. Sin embargo, ella lo pierde, lo ignora cuando intenta contactarla y finalmente reemplaza el reloj con uno falso.
Enfadado, Tsanko acude a la prensa y denuncia la corrupción y el robo que es endémico en el Ministerio de Transporte, y la complicidad del Ministro en el crimen.
En un intento por salvar al ministerio, Julia hace arreglos para que Tsanko sea incriminado por un crimen que no cometió. Luego lo obligan a retractarse de sus acusaciones anteriores, a cambio de ser liberado de la prisión. De camino a casa, sus compañeros de trabajo lo abordan, quienes están enojados con él por exponer su red criminal. También se da a entender que los amados conejos de Tsanko habían muerto por negligencia, debido a su larga ausencia mientras estaba en prisión.
Al día siguiente, Julia lee en el periódico que un rastreador se había suicidado. Atormentada por la culpa por su papel en causar la muerte de un buen hombre, se emborracha y busca desesperadamente en su oficina el reloj perdido. A la mañana siguiente, encuentra el reloj y recibe la noticia de que el rastreador muerto en realidad no es Tsanko. Sintiéndose aliviada, conduce hasta su casa para devolverle el reloj personalmente. Entonces encuentra a Tsanko gravemente herido, furioso con ella por haber desencadenado toda la cadena de eventos. La película termina con un vistazo de Tsanko agarrando su llave inglesa y Julia gritando, mientras su inconsciente esposo se sienta en su auto cerca escuchando música.

## Reparto
- Stefan Denolyubov como Tsanko Petrov
- Margita Gosheva como Lujia Staykova
- Kitodar Todorov como Valeri
- Milko Lazarov como Kiril Kolev
- Georgi Stamenov como Doctor
- Ivan Savov como Ministro Kanchev
- Mira Iskarova como Galya
- Hristofor Nedkov como Porter

## Desarrollo
Un evento reportado en la prensa búlgara inspiró la película. Uno de los directores de la película (Petar Valchanov) declaró en una entrevista:
Como es el caso de La lección, la película comienza donde termina la noticia. Leímos esta historia sobre un liniero que encontró una gran cantidad de dinero en efectivo en el ferrocarril, se lo dio a la policía y luego recibió este cuasi premio por su valor, y pensamos que era una premisa muy fértil para una trama más amplia y reveladora.
En otra entrevista, los directores detallaron que al construir el guion de la película, toman las partes superficiales de historias de la vida real reportadas en los medios de comunicación. Un evento separado de la vida real que los directores incorporaron a Glory fue un incidente en el que un arquitecto se ve obligado a disculparse.

## Producción
La película, originalmente conocida como The Pledge, estaba programada para filmarse en julio-agosto de 2015, en Sofía y las aldeas circundantes. Se informó que el presupuesto ascendía a €260.000, incluida una subvención de 190.000 euros del Centro Nacional de Cine de Bulgaria.

## Lanzamiento
Basándose en la fuerza de la película anterior de los directores, I Wonder Pictures de Italia compró la película en febrero de 2016, mientras que Glory estaba en posproducción, los derechos de distribución de la película se vendieron más tarde a Filmarti (Turquía), Arti Film (Benelux), La Aventura Audiovisual (España), JSC Europos Kinas (Lituania), Bounty Films (Australia y Nueva Zelanda) y Film Movement (Estados Unidos y Canadá de habla inglesa).
La película tuvo su estreno mundial en el Festival Internacional de Cine de Locarno 2016 (en Suiza).

## Recepción
La película tiene una puntuación de 84 sobre 100 en Metacritic, lo que indica "aclamación universal".

## Reconocimientos
En el Festival Internacional de Cine de Locarno 2016, Glory recibió una mención especial del jurado de la Federación Internacional de Sociedades Cinematográficas (FICC / IFFS).
En el Festival de Cine Avvantura en Zadar, Croacia, Glory ganó el Gran Premio (primer premio) y el premio al Mejor Actor (Stefan Denolyubov).
En el Golden Rose Bulgarian Feature Film Festival en septiembre de 2016, Glory ganó el premio especial de la ciudad de Varna, el premio al mejor guionista, el premio al mejor director de fotografía (a Krum Rodríguez por su trabajo tanto en Glory como en Godless), el Union of Bulgarian Premio Cineastas y Premio Periodistas Acreditados.
La película ganó el primer premio en el Festival Internacional de Cine de Hamptons 2016, el Premio HIFF a la Mejor Película Narrativa, que consiste en un paquete de servicios de producción de películas por valor de más de $ 125,000 junto con un premio en efectivo de $3,000.
En el festival de cine KineNova 2016 en Skopje, Glory ganó el premio a la mejor película.
En el Film Fest Gent en octubre de 2016, Glory estuvo en competencia oficial y recibió una mención especial del jurado, que dijo que admiraba la película "por su humor y su honestidad política y moral".
En la 15a edición del Festival Internacional de Cine de Tirana, Glory ganó el Mejor Largometraje.
Mejor largometraje internacional, Festival Internacional de Cine de Edimburgo 2017
 